# Доброполе-Ґрифінське
Доброполе-Ґрифінське (пол. Dobropole Gryfińskie) — село в Польщі, у гміні Старе Чарново Грифінського повіту Західнопоморського воєводства.
Населення — 186 осіб (2011).
У 1975-1998 роках село належало до Щецинського воєводства.

## Демографія
Демографічна структура станом на 31 березня 2011 року:
|          | Загалом | Допрацездатний вік | Працездатний вік | Постпрацездатний вік |
| -------- | ------- | ------------------ | ---------------- | -------------------- |
| Чоловіки | 94      | 15                 | 69               | 10                   |
| Жінки    | 92      | 15                 | 53               | 24                   |
| Разом    | 186     | 30                 | 122              | 34                   |